# Neunkirchen (Nohfelden)
Neunkirchen (ⓘ) ist ein Ortsteil der Gemeinde Nohfelden im Saarland. Bis Ende 1973 war Neunkirchen eine eigenständige Gemeinde.
Zu Neunkirchen gehören auch die Weiler „Elzenberger Mühle“ und „Nohmühle“. Frühere Bezeichnungen der Elzenberger Mühle waren Elsenbergermühle und Amtsschultheißenmühle. Die Nohmühle hieß früher auch Amtshausermühle.

## Geschichte
Von 1817 bis 1937 gehörte Neunkirchen zum oldenburgischen Fürstentum Birkenfeld.
Am 1. Januar 1974 wurde die Gemeinde Neunkirchen/Nahe in die Gemeinde Nohfelden eingegliedert.

## Politik
Der Ortsrat hat neun Mitglieder, davon sechs von der CDU, zwei von der SPD und eines von der UBNN.
Ortsvorsteher: Erwin Barz (CDU).

## Kultur und Sehenswürdigkeiten

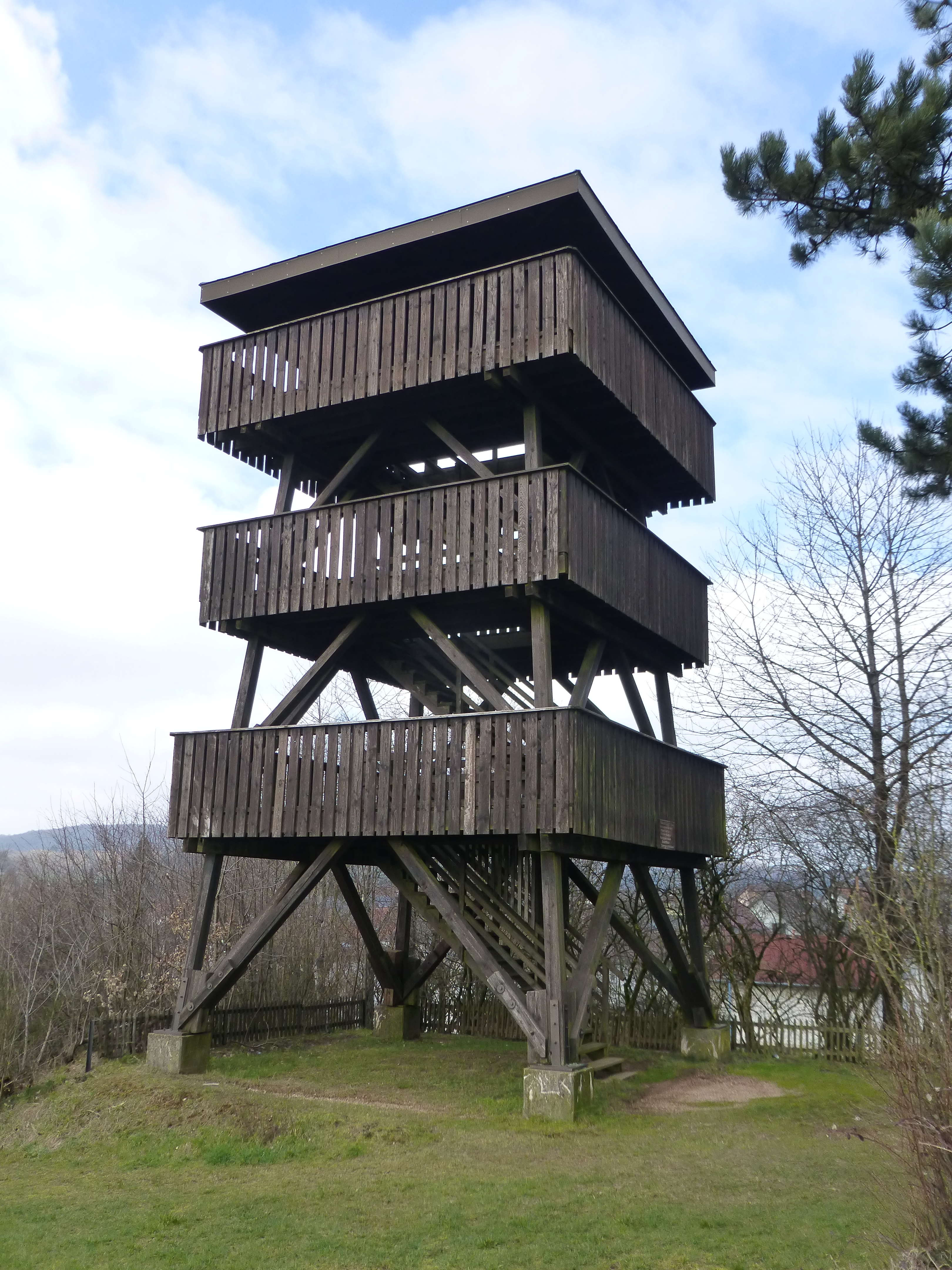
Aussichtsturm im Freizeitpark
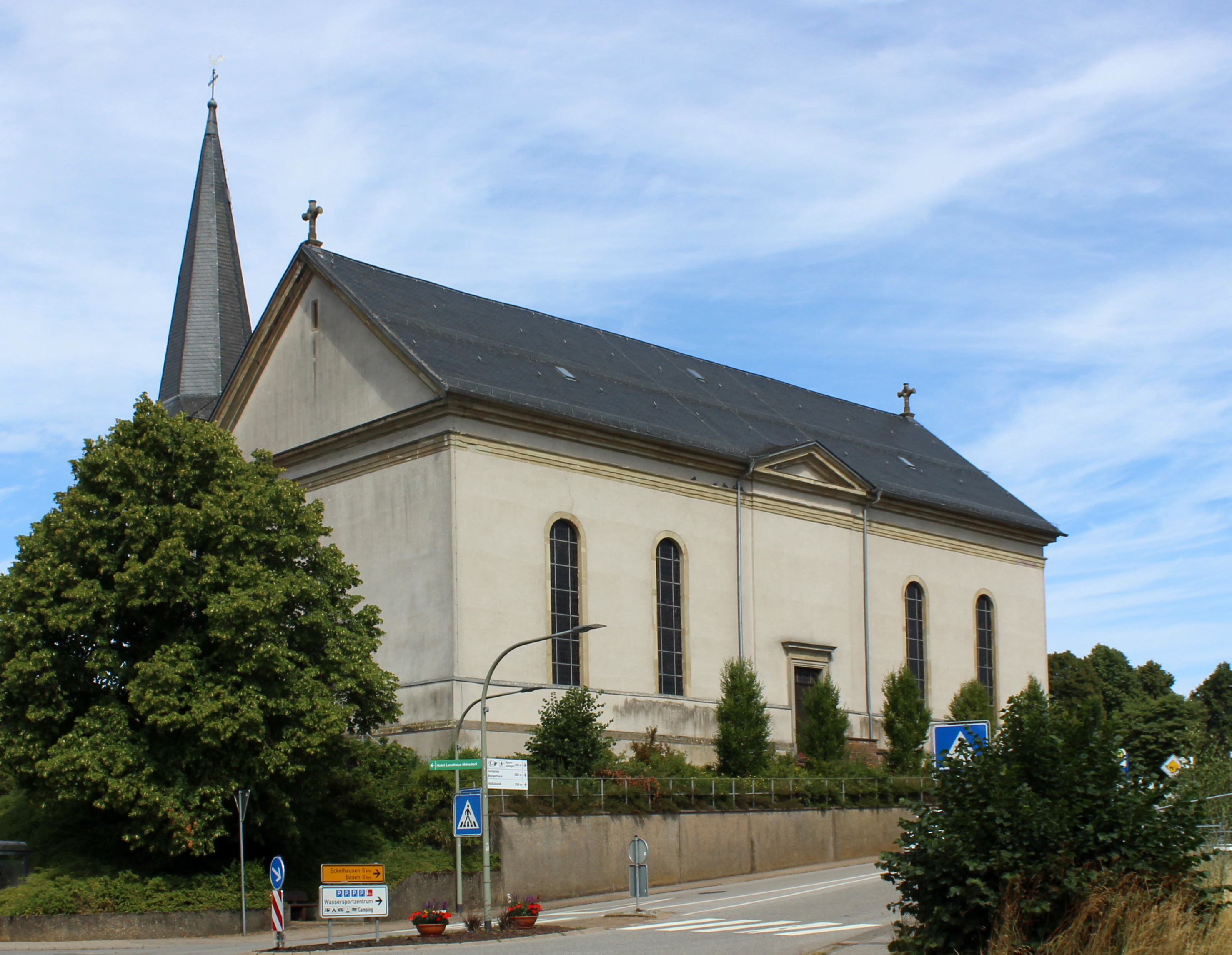
kath. Pfarrkirche St. Martin

Neunkirchen liegt in der Nähe des Bostalsees und bietet im Ort einen kleinen Freizeitpark mit Minigolfanlage, Autoscooter und einem Aussichtsturm.
Sehenswert ist die katholische Pfarrkirche St. Martin aus dem Jahr 1829 mit mittelalterlichem Glockenturm.

## Infrastruktur
Es gibt ein Seniorenheim, einen Allgemeinarzt, einen Zahnarzt, eine Apotheke und ein Hotel.
Neunkirchen wird von Bussen der Saar-Mobil angefahren.

## Persönlichkeiten
In Neunkirchen wohnt die Schlagersängerin Nicole, die auch Ehrenbürgerin der Gemeinde Nohfelden ist.